# Евгения Римская
Евгения Римская (др.-греч. Εὐγενία, в современном русском языке — Евгения) — раннехристианская мученица, пострадавшая в Риме около 258 года. Почитается Православной и Католической церквями.

## Краткое житие

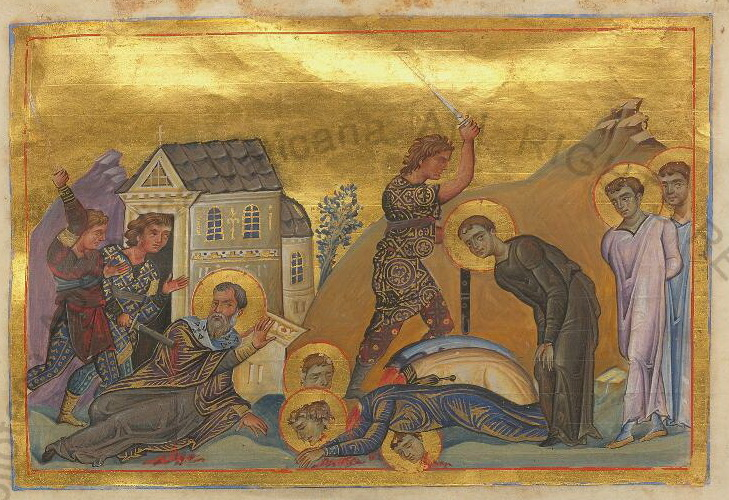
Мученичество прмц. Евгении и с ней пострадавших. Миниатюра из Минология Василия II. 976—1025 гг.

Как гласит житие святой согласно четьим-минеям Димитрия Ростовского , в седьмой год царствования римского императора Коммода, наследовавшего престол после отца своего Марка Аврелия, был назначен правителем всего Египта некий знаменитый вельможа, по имени Филипп. Получив такое назначение, Филипп переехал со своей женой Клавдией и с детьми из Рима в Александрию. У него было два сына, Авит и Сергий, и единственная дочь, Евгения.
Евгения получила прекрасное образование и отличалась добрым нравом и красотой. Многие знатные юноши добивались её руки, но вступать в брак она не хотела. Познакомившись с Посланиями апостола Павла, она всей душой устремилась к христианству и тайно от родителей, в сопровождении своих двух рабов, Прота и Иакинфа, переодевшись в мужскую одежду, удалилась в мужской монастырь. Там она со своими рабами и спутниками приняла святое Крещение от епископа Элия, которому было открыто о ней в видении, и он благословил её подвизаться в монастыре в образе инока Евгения.
Своими подвигами святая Евгения стяжала дар исцеления. Однажды к ней за помощью обратилась богатая молодая вдова Мелания. Увидев юного инока, эта женщина воспылала нечистой страстью, но будучи отвергнута, она измыслила клевету о попытке насилия. Святая Евгения предстала на суд к правителю Египта, то есть к своему отцу, и была вынуждена открыть свою тайну. Её родные обрадовались, найдя ту, которую долго оплакивали. Через некоторое время все они приняли святое Крещение. Но Филипп, по доносу язычников, был смещён с поста правителя. Александрийские христиане избрали его своим епископом. Новый правитель, опасаясь народного гнева, не стал открыто казнить Филиппа, а подослал убийц. Во время уединённой молитвы епископа ему были нанесены раны, от которых он через три дня мученически скончался.
Овдовев, Клавдия с дочерью и слугами уехала в своё поместье, находившееся в окрестностях Рима. Там Евгения продолжала иноческую жизнь. Она привела ко Христу многих дев, а Клавдия устроила странноприимный дом и служила вдовам. По прошествии нескольких спокойных лет император Галлиен (253—268) вновь начал гонение на христиан, и многие из них нашли убежище у святых Клавдии и Евгении. В то время осиротевшая молодая римлянка из царского рода, Василла, услышав о христианах и о святой Евгении, захотела встретиться со святой и написала ей письмо. В ответ святая Евгения прислала своих друзей и сподвижников, Прота и Иакинфа, которые просветили Василлу, и она приняла святое Крещение. Служанка Василлы рассказала её жениху Помпею, что его невеста стала христианкой, и Помпей пожаловался императору на христиан, проповедующих безбрачие. Привлечённая к ответу, Василла отказалась вступать с Помпеем в брак, и за это её закололи мечом. Святых Прота и Иакинфа потащили в римский храм для принесения жертвы, но едва они вступили туда, идол упал и разбился. Святые мученики Прот и Иакинф были обезглавлены.
Святую Евгению тоже насильно привели в храм Дианы, но не успела она ещё вступить в него, как всё капище вместе с идолом разрушилось. Святую мученицу бросили в Тибр с камнем на шее, но камень свалился, и она осталась невредима. Невредимой осталась она и в огне. Тогда её бросили в ров, где она находилась 10 дней. В это время ей явился Сам Спаситель и возвестил, что она войдёт в Царство Небесное в день Рождества Христова. Когда в 258 году наступил этот светлый праздник, палач умертвил святую мученицу мечом. Вскоре приняла мученический венец и святая Клавдия. Преподобномученица Евгения предупредила её о дне смерти.

## День памяти
В Православии день памяти Преподобномученицы Евгении — 24 декабря (6 января), в Римской католической церкви — 25 декабря.

## Почитание
Начиная с V века легенда о Евгении получила широкое распространение в христианском мире. В Мартирологе блаженного Иеронима (1-я половина V века) отмечено, что Евгения была похоронена «в Риме, на Латинской дороге, на кладбище Апрониана». Римские итинерарии VII века сообщают, что над могилой была построена базилика, которая перестраивалась папами Иоанном VII, Адрианом I и Львом III, а затем исчезла. Место, где было расположено кладбище Апрониана и находилась могила святой, установить не удалось.
В настоящее время мощи Евгении пребывают в церкви Двенадцати апостолов в Риме. Частицы мощей Евгении имеются в монастыре Великомученицы Варвары (остров Кипр) и на территории Греции, в монастырях Живоносного Источника на острове Андрос и Святой Троицы в Коропи.

## Образ преподобномученицы Евгении в искусстве
Изображения Евгении на мозаиках в Греции, Италии (Равенна, Неаполь) и Хорватии (Пореч) свидетельствуют о распространении её почитания за пределами Рима. Почитание святой укрепилось во времена епископа Авита Вьеннского (ок. 450 — ок. 518 или 525). Гимны в честь Евгении писали Венанций Фортунат (VI век), Адельман, Флодоард (X век).
Евгении посвящён самый большой из поэтических текстов в составе греческого стишного синаксаря (т. н. стостишие), вошедший затем в славянский стишной Пролог.
Одной из самых известных европейских литературных переработок жития Евгении считается новелла Готфрида Келлера «Евгения» (Eugenia) из сборника «Семь легенд» (1872).